# John Cain Arena
 (avril 2025).
La John Cain Arena (anciennement Vodafone Arena puis Hisense Arena puis Melbourne Arena) est une enceinte sportive située dans la ville de Melbourne (Australie) et qui sert annuellement pour l'Open d'Australie.

## Histoire
La capacité de 10 500 spectateurs a été achevé en 2000.

## Naming
Ce terrain portait jusqu'au 12 mai 2008 le nom de Vodafone Arena du nom de l'opérateur téléphonique britannique. Il a ensuite été renommé pour une durée de 6 ans en Hisense Arena, à la suite d'un contrat de naming avec l'entreprise d'électroménager chinoise Hisense. En 2014, ce contrat est renouvelé pour trois années supplémentaires. L'enceinte sportive est renommée Melbourne Arena en août 2018.

## Évènements
- Open d'Australie
- Championnats du monde de cyclisme sur piste en 2004 et 2012
- Championnats du monde de gymnastique artistique 2005
- Jeux du Commonwealth de 2006
- Pink Friday Tour de Nicki Minaj le 18 mai 2012